# Francis Walker
Francis Walker (1809-1874) va ser un entomòleg britànic. Va inventariar i nomenar prop de vint mil tàxons. Segons Edward Newman, Walker és l'entomòleg més treballador i productiu que el Regne Unit mai ha conegut.
Fou el desè fill de John Walker. El seu pare, membre de la Royal Horticultural Society i vicepresident de la Societat Linneana de Londres, li va inculcar l'amor per a la natura i l'observació científica. Va començar de molt jove amb l'estudi de les papallones.
El 1832, quan tenia vint-i-tres anys, va publicar un article sobre els himenòpters parasítics al primer exemplar de la nova revista científica Entomological Magazine. Va ser la primera d'una sèrie de més de tres-centes publicacions sobre insectes, conegut sobretot pels seus catàlegs d'ortòpters, neuròpters, hemípters, lepidòpters i himenòpters. El 1834 va esdevenir per un any director editorial de l'Entomological Magazine, funció que va abandonar per que no era compatible amb els seu gust per viatjar per a observar insectes, el que li va valdre l'epítet d'«ambulator».
Va treballar des del 1837 fins al 1863 per al Museu Britànic, al departament que més tard va esdevenir el Museu d'Història Natural de Londres. Moltes de les seves descripcions resten vàlides fins avui, malgrat que sovint va donar més d'un nom a la mateixa espècie, fet que va ser subjecte de crítica.

## Biografia
- Adriaan, Germain. Francis Walker (Entomologist) (en anglès).  Riga: Cede Publishing, 2011, p. 140. ISBN 9786137068953.
- de Vere Graham, Marcus William Robert «’Ambulator‘, Francis Walker, English Entomologist 1809-1874» (en anglès). Entomologists Gazette, 30, 1, 1979, pàg. 7-20.